# پاستا (مجموعه تلویزیونی)
پاستا (به کره‌ای: 파스타) یک مجموعه تلویزیونی محصول سال ۲۰۱۰ میلادی کره جنوبی است. کارگردان این سریال کوانگ سوگ جانگ بوده و گونگ هیو جین و لی سون کیون در آن ایفای نقش کردند. ام‌بی‌سی این مجموعه را پخش کرده است.

## خلاصه داستان
سو یو کیونگ (گونگ هیو جین) به عنوان دستیار آشپز در رستورانی ایتالیایی کار می‌کند. او پس از سه سال به آرزویش می‌رسد و دستیار سرآشپز پاستا می‌شود. سرآشپز چوی هیون ووک (لی سون کیون) کارش را در ایتالیا یادگرفته و یکی از بهترین سرآشپزهای کره است. چوی هیون ووک که به جای سرآشپز اخراج شده آمده تصمیم می‌گیرد تمام زنان آشپز رستوران را اخراج کند. عقیده وی این است که زنان نباید در آشپزخانه او باشند. یک روز هم نوبت سو یوکیونگ می‌شود و این موضوع ماجراهایی را پدیدمی‌آورد و…

## بازیگران

### اصلی
- گونگ هیو جین در نقش سو یو-کیونگ
- لی سون کیون در نقش چویی هیون-ووک
- لی هانی در نقش او سائه-یونگ
- الکس چو در نقش کیم سان

### فرعی
- لی هیونگ چول در نقش گوم سئوک-هو
- لی سونگ مین در نقش سئول جون-سئوک
- چوی جه-هوان در نقش جونگ اون-سو
- چوی جین هیوک در نقش سون وو دئوک
- نو مین وو در نقش فیلیپ
- هیون وو در نقش لی جی هون
- جو سانگ-جی در نقش جونگ هو-نام
- بک بونگ کی در نقش مین سونگ-جائه
- هئو تائه هی در نقش هان سانگ-شیک
- ها جه سوک در نقش لی هی جو
- جونگ دا-هه در نقش پارک می-هی
- سون سونگ-یون در نقش پارک چان-هی
- چوی سانگ در نقش نمو
- بیون جونگ سو در نقش کیم کانگ
- جونگ دونگ هوان در نقش سرآشپز مربی چویی هیون-ووک

## جوایز و نامزدی‌ها
| سال  | جایزه          | رده                           | دریافت‌کننده                | نتیجه    |
| ---- | -------------- | ----------------------------- | -------------------------- | -------- |
| ۲۰۱۰ | CETV Awards    | Top 10 Asian Stars            | گونگ هیو جین               | برنده    |
| ۲۰۱۰ | CETV Awards    | Top 10 Asian Stars            | لی سون-کیون                | برنده    |
| ۲۰۱۰ | جوایز درام MBC | جایزه بهترین زوج              | لی سون-کیون و گونگ هیو جین | برنده    |
| ۲۰۱۰ | جوایز درام MBC | بهترین بازیگر مرد جدید        | الکس چو                    | نامزدشده |
| ۲۰۱۰ | جوایز درام MBC | Top Excellence Award, Actor   | لی سون-کیون                | نامزدشده |
| ۲۰۱۰ | جوایز درام MBC | Top Excellence Award, Actress | گونگ هیو جین               | برنده    |

## پخش در ایران
این مجموعه از تاریخ ۵ دی ۱۳۹۴ تا ۲۴ دی ۱۳۹۴ از شبکه نمایش برای اولین بار هر شب ساعت ۲۰ و تکرار روز بعد ۶ صبح و ۱۴ بعد از ظهر به روی آنتن رفت.